# Roxy Music (album)

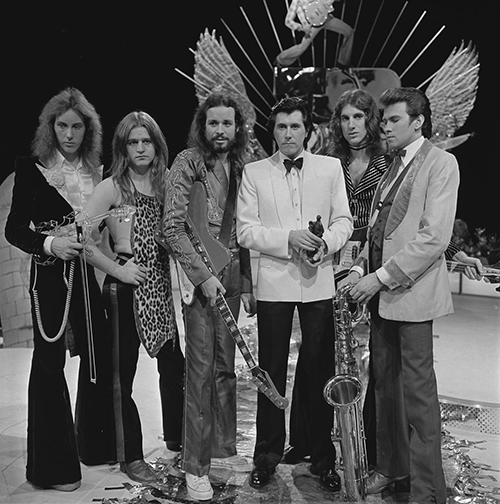
Roxy Music, invitați la emisiunea Top Of the Pops, 1973

Roxy Music este albumul de debut al trupei de art rock Roxy Music, lansat în iunie 1972. A fost bine primit de către critici și s-a clasat pe locul 10 în topurile din Regatul Unit.

## Melodie și versuri
Primul cântec, Re-Make/Re-Model, a fost descris drept o pastișă, conținând solo-uri ale fiecărui membru din trupă, foarte asemănătoare cu ritmul melodiilor Western sau Country. El include melodia celor de la The Beatles, Day Tripper, versiunea lui Duane Eddy pentru Peter Gunn, și simfonia clasică semnată de Richard Wagner, Walkiria. În versuri apare un cuvânt neobișnuit (CPL 593H), care se dovedește a fi numărul de licență al unei mașini observată de Bryan Ferry, întrucât era condusă de o femeie frumoasă. 
Brian Eno a produs sunete lunatice la cererea solistului trupei, vrând să evidențieze un sunet ce conturează imaginea selenară a lunii, după care le-a inserat în melodia Ladytron.

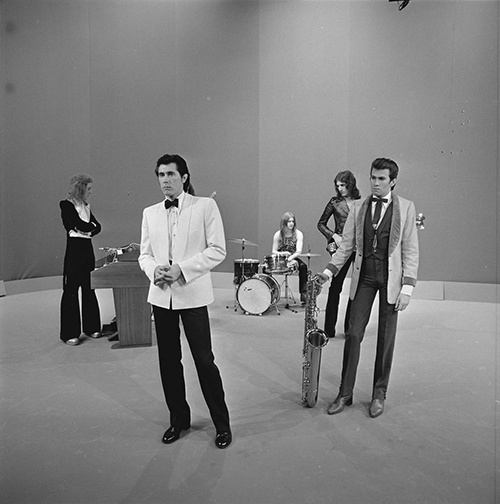
Roxy Music, invitați speciali la AVRO's TopPop (show al televiziunii olandeze) în 1973

If There Is Something a fost folosită cover de trupa lui David Bowie, Tin Machine, și a fost mai târziu folosită destul de mult în filmul Când trecutul te ajunge din urmă.
Mai multe melodii au fost folosite drept coloană sonoră în cinematografie. Cântecul 2HB, numit astfel în urma unui joc de cuvinte, a fost un tribut adus lui Humphrey Bogart (2HB se pronunță la fel precum To HB, HB fiind inițialele numelui, însemnând către HB), inserând versul  "Here's looking at you, kid", devenit faimos în filmul Casablanca.
Chance Meeting a fost inspirată de filmul romantic Scurta întâlnire din anul 1945 al regizorului David Lean.
The Bob este o altă prescurtare venită de la filmul Bătălia Angliei din 1968 și include efecte sonore ale unor pistoale în momentul tragerii cu gloanțe.
Criticul Andy Mackay, discutând albumul afirmă mai târziu că, deși eclecticismul nu a fost încă inventat, putem spune și demonstra că muzica rock and roll ar putea să cuprindă foarte viu orice element al realității.

## Tracklist
1. "Re-Make/Re-Model" (5:14)
2. "Ladytron" (4:26)
3. "If There Is Something" (6:34)
4. "Virginia Plain" (2:58)
5. "2HB" (4:30)
6. "The Bob (Medley)" (5:48)
7. "Chance Meeting" (3:08)
8. "Would You Believe?" (3:53)
9. "Sea Breezes" (7:03)
10. "Bitters End" (2:03)

- Toate cântecele au fost scrise de Bryan Ferry.

## Single
- "Virginia Plain" (1972)

## Componență
- Bryan Ferry - voce, pian, pianet Hohner, Mellotron
- Brian Eno - sintetizator VCS3, voce de fundal
- Andy Mackay - oboi, saxofon, voce de fundal
- Phil Manzanera - chitară electrică
- Graham Simpson - chitară bas
- Paul Thompson - tobe
- Rik Kenton - bas pe "Virginia Plain"